# サン＝レジェ＝レ＝ヴィーニュ
サン＝レジェ＝レ＝ヴィーニュ （Saint-Léger-les-Vignes）は、フランス、ペイ・ド・ラ・ロワール地域圏、ロワール＝アトランティック県のコミューン。

## 地理
サン＝レジェ＝レ＝ヴィーニュは歴史的なブルターニュの一部である。伝統的な地方区分ではペイ・ド・レ、歴史的な地方区分ではペイ・ナンテに属する。
サン＝レジェ＝レ＝ヴィーニュは、グラン・リュー湖とロワール川三角州の中間に位置する。湖とロワール川をつなぐアシュノー川が流れる。ナントの南東約15km、ブエの西4kmに位置する。
2010年にINSEEが作成した順位表によれば、サン＝レジェ＝レ＝ヴィーニュは24のコミューンで構成されるナント都市単位の1つである。
コミューンの名が示しているように、町はブドウ畑（ヴァン・ド・ペイおよび、コート・ド・グラン・リューという名のミュスカデの生産地）で囲まれている。ワイン生産は主な経済活動となっている。

## 由来
コミューンの名は、オータンのレオデガリウス（fr:Léger d'Autun）に由来する。

## 歴史
12世紀、サン・レジェ教会と教会の十分の一税は、アンジェにあるサン・フロラン修道院の保護にゆだねられていた。
町は、1920年4月18日のデクレで現在の名称となるまで、単にサン＝レジェと呼ばれていた。

## 人口統計
| 1962年 | 1968年 | 1975年 | 1982年 | 1990年 | 1999年 | 2006年 | 2012年 |
| ------ | ------ | ------ | ------ | ------ | ------ | ------ | ------ |
| 451    | 451    | 484    | 721    | 946    | 1158   | 1375   | 1540   |

source=1999年までLdh/EHESS/Cassini、2004年以降INSEE